# 鲁伟鼎
鲁伟鼎（1971年3月—），中华人民共和国企业家，第十四屆全国人大代表，全国工商联副主席，中国民生人寿的董事长兼总裁、在父親鲁冠球離世後接任萬向集團董事長、中国有色金属建设股份有限公司监事。 ，任浙江省政协委员、浙江省功勋企业家。

## 生平
鲁伟鼎先后去美国、新加坡等地及清华等大学学习进修学习企业管理，工商管理碩士，其後接任萬向集團董事長後致力布局万向集团金融產業。布局通联资本、万向三农、万向控股、万向财务等企業成為万向系金融板塊。万向控股为国内大型的金融投资和实业投资运营平台，旗下拥有民生人寿、通联支付、浙商基金、普星聚能、万向信托、万向租赁、通惠期货等众多金融企业打造万向金控帝國 。截至2017年6月末，万向控股纳入合并范围的子公司达56家。

同時是共青团中央候补委员和共青团中央委员、浙江省工商联副主席、全国工商联常委。